# Бейкер, Дженит
Дже́нит Э́ббот Бе́йкер (англ. Janet Abbott Baker, род. 21 августа 1933, Хатфилд, Саут-Йоркшир) — британская певица (меццо-сопрано). Дама-командор Британской империи (1976).

## Карьера
Систематического образования не получила, брала уроки оперного вокала в Лондоне. Дебютировала в оперном клубе Оксфордского университета в 1956 в роли Розы («Тайна» Б. Сметаны), в том же году завоевала второй приз на конкурсе имени Кэтлин Ферриер. С 1959 года выступала в театрах Великобритании. В 1966 году дебютировала в Ковент-Гардене в опере Бриттена «Сон в летнюю ночь» и на Глайндборнском фестивале (Дидона, «Дидона и Эней» Г. Пёрселла).
Бейкер оставила оперную сцену в 1982 году, но продолжала выступать с концертами до 1989 года.

## Репертуар
Бейкер обладала подвижным голосом со светлым и мягким верхним регистром и глубокими нижними нотами, исключительно богатым тембром. Исполняла преимущественно трагические и героические роли, подобно Кэтлин Ферриер, последовательницей которой нередко называют Бейкер.
В репертуаре певицы — музыка барокко (Пёрселл, Монтеверди, Гендель), Глюк, Моцарт, композиторы-романтики (Берлиоз, Шуберт, Бетховен). Специально для Дженет Бейкер написана партия Кейт в опере Бриттена «Поворот винта» (1971), она была первой исполнительницей его кантаты «Федра». Бейкер исполняла партии из репертуара бельканто (Мария Стюарт в опере Г. Доницетти, Ромео («Капулетти и Монтекки» В. Беллини). Известна как вдохновенный интерпретатор произведений Шуберта и Малера, впервые исполнила вокальные циклы Превена и Ардженто.
Среди записей заглавные партии в операх «Поругание Лукреции» Бриттена (дирижёр Стюарт Бедфорд, Decca), «Дидона и Эней» Пёрселла (дирижёр Э. Льюис, Decca) и других.

## Признание
Шекспировская премия (1971). Премия Леони Соннинг (1979). Командор (1970) и дама-командор ордена Британской империи (1976), кавалер Орден Кавалеров Почёта (1993). Почётный член (1987) и кавалер Золотой медали (1990) Королевского филармонического общества. В 1991 году избрана ректором Йоркского университета. Введена в Зал славы журнала Gramophone. Кинорежиссёр Джим Джармуш использовал запись песни Малера «Ich bin der Welt abhanden gekommen» в проникновенном исполнении Дж. Бейкер в последней новелле своего фильма «Кофе и сигареты».